# Pere Garcia-Fons
Pere Garcia-Fons (Badalona, 29 de juliol del 1928 - París, 30 de juliol del 2016) fou un pintor català que des del 1976 visqué i pintà a Vilanova de la Ribera (Rosselló).

## Biografia
Fill d'un soldat republicà, el 1938 la seva mare marxà a França amb els fills del matrimoni. Amb la família establerta a Perpinyà, en Pere estudià al "Centro Español", una institució aleshores finançada per simpatitzants de la Segona República Espanyola. Amb 18 anys s'inicià en el modelatge de fusta i s'inscrigué a un curs de dibuix; i als 20 s'instal·là a París, on al cap de poc fou admès al "Primer Saló de la Pintura Jove". Durant 15 anys més col·laborà en l'organització del Saló, avinentesa que li permeté de fer-se amb altres artistes catalans a la Ciutat de la Llum, com Antoni Clavé, i Emili Grau i Sala, o amb els espanyols Óscar Dominguez i Eduardo Arroyo, entre d'altres. Al llarg dels anys, les seves estades entre Vilanova i París li permeteren de fer coneixença amb intel·lectuals nord-catalans de la talla de Jordi Pere Cerdà, amb qui seria coautor d'una monografia. El 2006, la direcció de cultura de la ciutat de Perpinyà, amb el suport de la Generalitat de Catalunya, li dedicà una gran exposició retrospectiva i la publicació d'un catàleg amb textos d'autors prestigiosos.
Fill seu és el contrabaixista i compositor Renaud Garcia-Fons (nascut a la regió parisenca el 1962).